# کالاگولا
کالاگولا (به لاتین: Kalagolla) یک منطقهٔ مسکونی در سری‌لانکا است که در استان مرکزی (سری‌لانکا) واقع شده‌است.